# Chiesa di San Giovanni Nepomuceno (Storo)
La chiesa di San Giovanni Nepomuceno è la parrocchiale a Darzo, frazione di Storo in Trentino. Fa parte della zona pastorale delle Giudicarie nell'arcidiocesi di Trento e risale al XVIII secolo.

## Storia

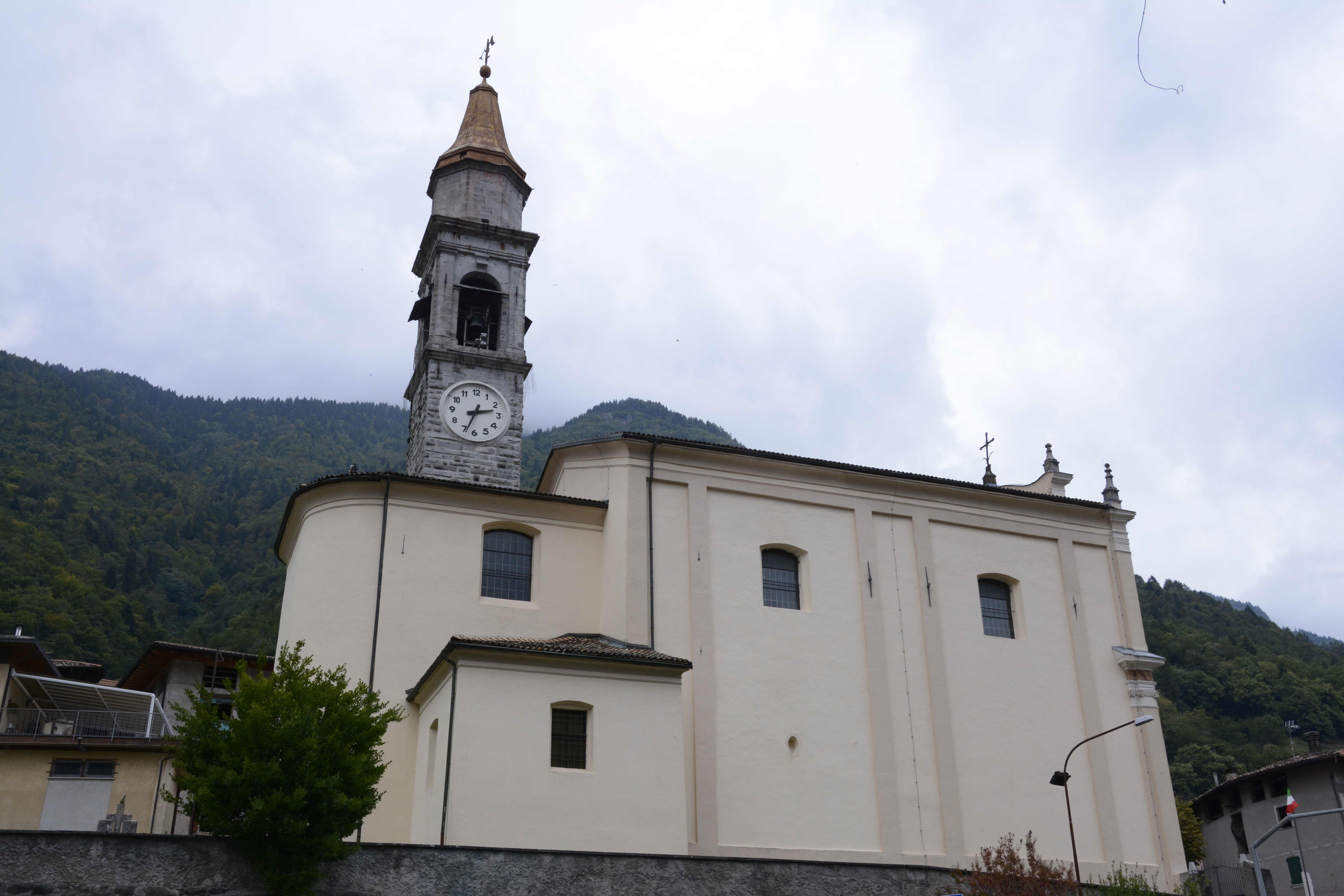
Chiesa di San Giovanni Nepomuceno, facciata sinistra con torre campanaria

Darzo dal 1619, con la chiesa di San Michele Arcangelo, era sede di curazia e la costruzione della nuova chiesa dedicata a San Giovanni Nepomuceno iniziò nella seconda metà del XVIII secolo. Nel 1769, a lavori quasi ultimati, gli interni vennero affrescati da Bartolomeo Zeni. Nel 1774 la chiesa venne benedetta e i lavori furono ultimati nel 1777. Pochi anni dopo un incendio causò gravi danni che vennero riparati grazie ad una sottoscrizione tra i fedeli e nel 1837 il vescovo di Trento Giovanni Nepomuceno de Tschiderer celebrò la sua solenne consacrazione.
Venne elevata a dignità di chiesa parrocchiale nel 1919 e subito dopo iniziò un secondo ciclo di decorazioni conclusosi nel 1921, quando vennero riparati anche i danni prodotti dal primo conflitto mondiale.
Altri interventi si ebbero a partire dagli ultimi decenni del secolo con la partecipazione della provincia autonoma di Trento che permisero di risanare il tetto, consolidare la statica, installare un sistema per il riscaldamento e restaurare gli stucchi affrescati delle decorazioni.

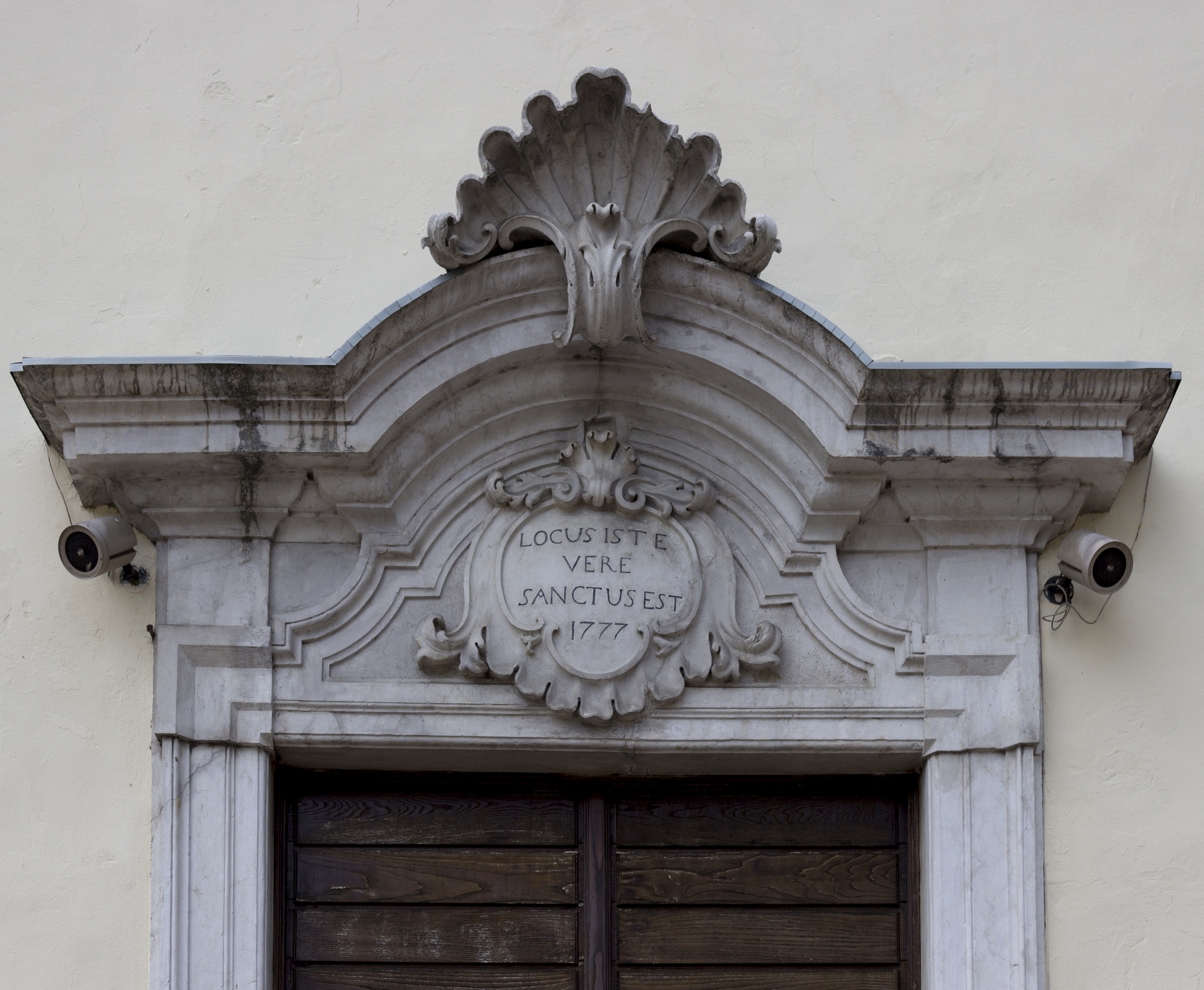
Particolare del portale principale di accesso

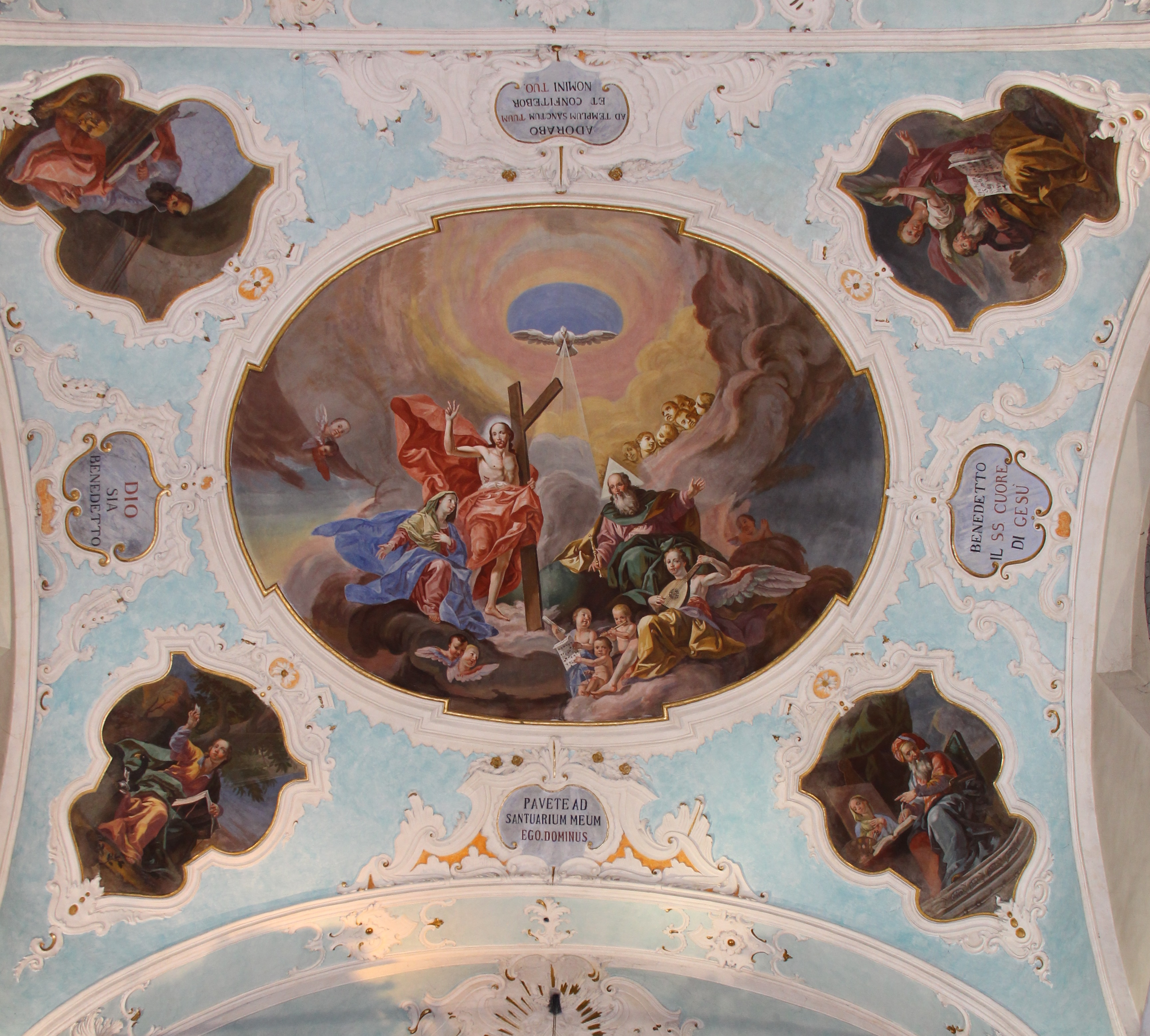
Particolare della volta presbiteriale

Il lavoro di adeguamento liturgico è stato ultimato tra il 2008 e il 2012. Al centro del presbiterio è stata posta la mensa rivolta al popolo. La custodia eucaristica è stata mantenuta nel suo tabernacolo originale nell'altare maggiore storico. Le balaustre sono state eliminate.

## Descrizione

### Esterni
Il tempio si trova al centro dell'abitato di Darzo e mostra orientamento verso sud-ovest. La facciata viene suddivisa in due ordini e tre settori verticali da cornicioni sporgenti e paraste. Nella parte centrale si trova il portale architravato con fregio che riporta la scritta "LOCUS ISTE VERE SANCTUS EST 1777" (la data si riferisce alla fine dei lavori prima dell'incendio del 1790). La torre campanaria si alza in posizione arretrata sulla destra, la sua cella si apre con quattro grandi finestre a monofora e la copertura è costituita da un tamburo ad ottagono sul quale è posta una piramide curvilinea tronca anch'essa a base ottagonale.

### Interni
La navata interna è unica con volta a vela e il presbiterio è leggermente rialzato.
Le decorazioni della sala sono attribuiti al veronese Bartolomeo Zeni e comprendono le raffigurazioni della Santissima Trinità e dei Quattro Evangelisti nella cupola absidale. La raffigurazione del titolare San Giovanni Nepomuceno in gloria si trova nella sala. Anche la pala dell'altare maggiore, che raffigura la Vergine col Bambino, San Giovanni Nepomuceno e San Luigi Gonzaga, viene attribuita allo stesso Zeni o al figlio. In controfacciata si trova l'organo a canne, costruito nel 1754.